# Soizé
Soizé és un municipi francès, situat al departament de l'Eure i Loir i a la regió de Centre – Vall del Loira. L'any 2007 tenia 285 habitants.

## Demografia

### Població
El 2007 la població de fet de Soizé era de 285 persones. Hi havia 120 famílies, de les quals 38 eren unipersonals (19 homes vivint sols i 19 dones vivint soles), 41 parelles sense fills, 37 parelles amb fills i 4 famílies monoparentals amb fills.
La població ha evolucionat segons el següent gràfic:
Habitants censats

### Habitatges
El 2007 hi havia 196 habitatges, 123 eren l'habitatge principal de la família, 59 eren segones residències i 15 estaven desocupats. 190 eren cases i 5 eren apartaments. Dels 123 habitatges principals, 95 estaven ocupats pels seus propietaris, 25 estaven llogats i ocupats pels llogaters i 3 estaven cedits a títol gratuït; 1 tenia una cambra, 10 en tenien dues, 26 en tenien tres, 37 en tenien quatre i 48 en tenien cinc o més. 91 habitatges disposaven pel capbaix d'una plaça de pàrquing. A 60 habitatges hi havia un automòbil i a 52 n'hi havia dos o més.

### Piràmide de població
La piràmide de població per edats i sexe el 2009 era:
| Homes | Edats   | Dones |
| ----- | ------- | ----- |
| 0     | 95 o +  | 0     |
| 0     | 90 a 94 | 0     |
| 12    | 85 a 89 | 8     |
| 0     | 80 a 84 | 4     |
| 8     | 75 a 79 | 8     |
| 4     | 70 a 74 | 0     |
| 12    | 65 a 69 | 8     |
| 4     | 60 a 64 | 12    |
| 0     | 55 a 59 | 4     |
| 16    | 50 a 54 | 4     |
| 12    | 45 a 49 | 8     |
| 12    | 40 a 44 | 12    |
| 8     | 35 a 39 | 12    |
| 8     | 30 a 34 | 4     |
| 8     | 25 a 29 | 8     |
| 8     | 20 a 24 | 0     |
| 16    | 15 a 19 | 8     |
| 16    | 10 a 14 | 8     |
| 4     | 5 a 9   | 4     |
| 0     | 0 a 4   | 4     |

## Economia
El 2007 la població en edat de treballar era de 180 persones, 133 eren actives i 47 eren inactives. De les 133 persones actives 122 estaven ocupades (66 homes i 56 dones) i 12 estaven aturades (5 homes i 7 dones). De les 47 persones inactives 20 estaven jubilades, 9 estaven estudiant i 18 estaven classificades com a «altres inactius».

### Ingressos
El 2009 a Soizé hi havia 130 unitats fiscals que integraven 306 persones, la mediana anual d'ingressos fiscals per persona era de 17.139,5 €.

### Activitats econòmiques
Dels 9 establiments que hi havia el 2007, 3 eren d'empreses de construcció, 1 d'una empresa de comerç i reparació d'automòbils, 1 d'una empresa de transport, 1 d'una empresa immobiliària i 3 d'empreses de serveis.
Dels 3 establiments de servei als particulars que hi havia el 2009, 2 eren fusteries i 1 lampisteria.
L'any 2000 a Soizé hi havia 22 explotacions agrícoles que ocupaven un total de 1.602 hectàrees.

## Equipaments sanitaris i escolars
El 2009 hi havia una escola elemental integrada dins d'un grup escolar amb les comunes properes formant una escola dispersa.

## Poblacions més properes
El següent diagrama mostra les poblacions més properes.